# Flatt's Inlet
Flatt's Inlet is een smal kanaal in Bermuda dat het meer Harrington Sound met de Atlantische Oceaan verbindt. Het ligt ongeveer halverwege tussen de gemeenten Hamilton en Saint George. In het noorden en zuiden wordt het kanaal begrensd door de parish Hamilton (niet te verwarren met de gelijknamige gemeente en hoofdstad): in het zuiden het exclavedorp Flatts Village, in het noorden het grootste deel van de rest van de parish, met aan de kust onder meer de Bermuda Aquarium, Museum and Zoo (BAMZ).
Tegenwoordig kunnen grotere schepen door een teveel aan zandafzetting niet langer gebruikmaken van Flatt's Inlet, maar vroeger maakte dit kanaaltje van Flatts Village een vrij belangrijke havenplaats. De Flatt's Bridge verbindt Flatts Village met de rest van Hamilton.